# Nadja Zwanziger

Nadja Zwanziger auf dem Filmfestival Cologne 2019

Nadja Zwanziger (* 15. Dezember 1977 in Mühlacker, Baden-Württemberg) ist eine deutsche Schauspielerin und Sprecherin.

## Leben
Nadja Zwanziger wurde in Mühlacker in Baden-Württemberg als jüngstes von drei Kindern geboren. Die Familie zog 1978 nach Kerpen Brüggen im Rheinland. Nach der Trennung der Eltern besuchte sie die Freie Waldorfschule Bonn, wo sie 1997 ihren Abschluss machte. Eine Lehre als Friseurin brach sie ab, um mit der Schauspielerei zu beginnen. Nadja Zwanziger hat einen Sohn. Sie lebt mit ihrer Familie im Rheinland.

## Karriere
Nadja Zwanziger übernahm ihre erste Hauptrolle 1998 in dem Kurzfilm „Ran an den Speck“, einer Produktion der Hamburg Media School unter der Regie von Samira Radsi. Nach kleineren Auftritten in Fernsehserien bekam sie ab 2002 wiederkehrende Rollen in Girlfriends, in Mein Leben und ich in Zwei Engel für Amor als Britti. Außerdem spielte sie einige Nebenrollen in verschiedenen Tatort-Episoden.
2015 spielte sie eine Rolle im Tatort: Schwanensee.
Es folgten Kinofilme, wie Halbe Brüder und Paula. Außerdem improvisierte Nadja Zwanziger 2019 in dem Film Klassentreffen.
2019 und 2020 spielte sie in einer durchgehenden Hauptrolle in der Serie Die Läusemutter für Sat.1. Hier zeigte sie ihre komödiantische Seite, die sie auch 2017 in Pastewka und Meine heile Welt, der Chor und 2019 bei Kroymann in einem Sketch mit Maren Kroymann und Maria Furtwängler präsentierte.

## Filmografie (Auswahl)
- 1997: T.V. Kaiser (Fernsehreihe)
- 1998: Ran an den Speck (Kurzfilm)
- 2002–2007: girl friends – Freundschaft mit Herz (Fernsehserie, 33 Folgen)
- 2003–2009: Mein Leben & Ich (Fernsehserie, 14 Folgen)
- 2004: Agnes und seine Brüder
- 2005: Eine Prinzessin zum Verlieben (Fernsehfilm)
- 2005: SOKO Köln (Fernsehserie, Folge Durch dick und dünn)
- 2006: Die Wache (Fernsehserie, Folge Aufbruch)
- 2006: Zwei Engel für Amor (Fernsehserie, 14 Folgen)
- 2007: Vollidiot
- 2007: Ladyland (Fernsehserie, Folge Der Tausch/Endlich Nichtraucher)
- 2007: Meine böse Freundin (Fernsehfilm)
- 2007: Tatort: Fettkiller (Fernsehreihe)
- 2008: Dr. Psycho – Die Bösen, die Bullen, meine Frau und ich (Fernsehserie, 2 Folgen)
- 2009: Die Nonne und der Kommissar: Todesengel (Fernsehreihe)
- 2009: Tatort: Tote Männer
- 2011: SOKO 5113/SOKO München (Fernsehserie, Folge Die Venus von Pasing)
- 2012: Die Nonne und der Kommissar – Verflucht
- 2012: Unter Frauen
- 2012: Tatort: Tödliche Häppchen
- 2015: Halbe Brüder
- 2015: Tatort: Schwanensee
- 2016: Paula
- 2019: Helen Dorn: Nach dem Sturm (Fernsehreihe)
- 2019: Klassentreffen (Fernsehfilm)
- 2019: Klassentreffen (Fernsehserie)
- 2019: Die Läusemutter (Fernsehserie)
- 2019: Kroymann (Fernsehserie)
- 2020: Die Läusemutter (Fernsehserie)
- 2020: Alles was zählt (Fernsehserie)
- 2021: Väter allein zu Haus: Andreas (Fernseh-Minireihe, Film 4)
- 2021: Tatort: Videobeweis
- 2021: Mona & Marie (Fernsehfilm)
- 2021: Tatort: Alles kommt zurück
- 2022: Strafe – Der Dorn (Fernsehreihe)
- 2023: SOKO Köln (Fernsehserie, Folge Vor die Hunde)
- 2023: Das Boot (Fernsehserie, Folge Ziel erfasst)
- 2024: Aus dem Leben (Fernsehfilm)
- 2024: Nelly und das Weihnachtswunder (Fernsehfilm)
- 2025: SOKO Stuttgart: Und jetzt zum Wetter (Fernsehserie)